# Avril 1887

## Événements
- Départ de Bamako de l'expédition de Binger dans le Haut Niger et en Côte d'Ivoire (1887-1889).

- 1er avril : Alexander Edmund Batson Davie devient premier ministre de la Colombie-Britannique remplaçant William Smithe décédé durant son mandat.
- 2 avril, France : les salles d'asile deviennent les écoles maternelles.
- 13 avril : ouverture de la 6e législature du Canada.
- 20 avril : 
  - affaire d’espionnage Schnaebelé, commissaire français attiré dans un traquenard par un collègue allemand. Bismarck accepte de libérer Schnaebelé.
  - Première course automobile de l’Histoire entre Neuilly-sur-Seine et Versailles.
- 20 - 30 avril : tensions franco-allemandes à la suite de l'affaire Schnaebelé menant les deux pays au bord de la guerre. Le général Boulanger démissionne devant l’attitude trop conciliante du gouvernement vis-à-vis de L’Allemagne.
- 30 avril :
  - France : démission du général Boulanger.
  - Suisse : à Sils im Domleschg, un incendie détruit 125 maisons.

## Naissances
- 16 avril : Paul Richaud, cardinal français, archevêque de Bordeaux († 5 février 1968).
- 23 avril : François Waterlot, soldat français († 10 juin 1915).
- 25 avril : 
  - Juan Brüggen Messtorff (mort le 7 mars 1953), géologue allemand
  - Julius Spier (mort le 15 septembre 1942), psychologue et chirologue juif allemand
- 27 avril : 
  - Alexandre Delobelle (mort le 29 décembre 1970), syndicaliste français
  - Arthur Margetson (mort le 13 août 1951), acteur britannique
  - Berl Locker (mort le 1er février 1972), politicien israélien
  - Toribio Etxebarria (mort en 1968), écrivain, bertsolari et académicien basque espagnol
  - Warren Wood (mort le 27 octobre 1926), golfeur américain
  - Yngve Stiernspetz (mort le 4 avril 1945), gymnaste artistique suédois

## Décès
- 5 avril : Ivan Kramskoï, peintre et critique d'art russe (° 8 juin 1837).
- 25 avril : Robert Moffat (né le 5 mars 1844), personnalité politique canadienne